# Ancy-lès-Solgne
Pour les articles homonymes, voir Ancy (homonymie).
Ancy-lès-Solgne est une ancienne commune française du département de la Moselle, rattachée à Solgne depuis 1810.

## Toponymie
Anciennes mentions : Anceiacum (875), Anceiæ (1139), Ansuit-de-leiz-Soigne (1404), Ancey delez Solgne (XVe siècle).

## Histoire
Village cédé au royaume de France en vertu de l’article 13 du traité de Vincennes de 28 février 1661.
Siège d'un fief et d'une justice mouvant du roi de France et dépendant de la seigneurie de Landonvillers en 1681. Était également annexe de la paroisse de Solgne.
Commune après 1790, Ancy fut rattaché par décret du 20 février 1810 à la commune de Solgne.
En 1817, Ancy comptait une population de 139 individus, 32 maisons et un territoire productif de 257 hectares en terres et prés.

## Démographie
| 1793 | 1800 | 1806 |
| ---- | ---- | ---- |
| 133  | 136  | 156  |